# サンミラノ
サンミラノは、かつてプロダクション人力舎で活動していたお笑いコンビ。2011年4月15日解散。

## メンバー
- 長屋 真治（ながや しんじ、1982年8月23日（42歳） - ）
  - ボケ担当。漫才の場合、立ち位置は左側。
  - 岐阜県出身。愛知学院大学卒業（アイスホッケーによるスポーツ推薦で入学した）。
  - 身長177cm。血液型はA型。
  - スクールJCA14期生（2005年入学）。
  - 特技はアイスホッケー。趣味はギター演奏、音楽。
  - サンミラノ結成前は男女トリオ「宵待草」として活動。
  - サンミラノ解散後、2011年6月に元ビートルホークの荒井義久とコンビ「トチギフ」を結成。松竹芸能で活動していたが2017年8月1日に解散[1]。現在は引退している。
- 小野嵜 正俊（おのざき まさとし、1987年1月2日（38歳） - ）
  - ツッコミ担当。漫才の場合、立ち位置は右側。
  - 岩手県出身。
  - 身長163cm。血液型はB型。
  - スクールJCA15期生（2006年入学）。
  - 特技は音楽鑑賞、アニメ鑑賞。趣味は指パッチン。
  - おじの小原繁男は「世界一多くの葉を持つクローバー」を見つけ、ギネス記録に認定された[2]。
  - 2010年11月19日放送回のバラエティ番組『人志松本の○○な話』（フジテレビ）で、テレビ初出演。この際、上記のおじの話を披露した[3]。

## 来歴
スクールJCA14期生の長屋は当初「宵待草」というトリオで、人力舎ライブ「バカ爆走!」などに出演していた。解散後、養成所に相方を探していたところ、同15期生の小野嵜を見つけ、2007年春にコンビを結成した。2007年よりJCAプロモーション所属、2008年よりプロダクション人力舎所属となって活動。

### 略歴
- 2007年（平成19年） - コンビ結成。JCAプロモーション所属。
- 2008年（平成20年） - プロダクション人力舎に所属。第1回キングオブコント1回戦敗退。
- 2009年（平成21年） - 第2回キングオブコント1回戦敗退。
- 2011年（平成23年）4月15日 - 解散。

## 芸風
主にコントだが、時には漫才を演じることもある。

## 出演

### インターネット番組
- DMMライブトーク「ガチンコKDK!」（2009年11月20日）（小野嵜のみ、アイドルを口説き落とす企画に出演）

### ライブ
- バカ爆走!（毎月1日から6日 ミニホール新宿Fu-）
- BOMB!!